# Myles Stephens
Myles Stephens (Lawrenceville, 1º gennaio 1997) è un cestista statunitense.

## Carriera
Dopo aver trascorso la carriera universitaria con i Princeton Tigers, inizia la carriera professionistica con la seconda squadra dell'EWE Oldenburg; il 27 maggio 2020 viene firmato dai Vilpas Vikings, club finlandese con cui vince il campionato. Il 14 giugno 2021 passa ai Kangoeroes Mechelen, con cui disputa un'ottima BNXT League, venendo incluso nel miglior quintetto stagionale. Il 18 luglio 2022 si trasferisce ai Crailsheim Merlins.

## Statistiche

### College
| Anno      | Squadra          | PG  | PT | MP   | TC%  | 3P%  | TL%  | RP  | AP  | PRP | SP  | PP   |
| --------- | ---------------- | --- | -- | ---- | ---- | ---- | ---- | --- | --- | --- | --- | ---- |
| 2015-2016 | Princeton Tigers | 29  | 0  | 14,6 | 48,3 | 29,0 | 65,5 | 2,4 | 0,4 | 0,4 | 0,4 | 5,5  |
| 2016-2017 | Princeton Tigers | 30  | 21 | 27,7 | 51,2 | 39,5 | 66,2 | 4,6 | 1,1 | 0,7 | 0,7 | 12,5 |
| 2017-2018 | Princeton Tigers | 29  | 29 | 34,4 | 52,0 | 41,2 | 68,5 | 6,3 | 1,4 | 0,4 | 0,9 | 15,3 |
| 2018-2019 | Princeton Tigers | 27  | 26 | 33,4 | 42,4 | 25,0 | 73,5 | 6,4 | 1,1 | 0,9 | 0,7 | 13,6 |
| Carriera  | Carriera         | 115 | 76 | 27,4 | 48,4 | 34,8 | 68,9 | 4,9 | 1,0 | 0,6 | 0,7 | 11,7 |

## Palmarès
- Campionato finlandese: 1

Vilpas Vikings: 2020-2021